# Швецинген
Швецинген (на немски: Schwetzingen) е град в югозападната част на Германия, във федералната провинция Баден-Вюртемберг. Намира се между градовете Франкфурт и Щутгарт и на около 15 км от градовете Хайделберг и Манхайм. Тук се намира и бившата лятна резиденция на князете от Курпфалц. Швецинген е познат в Германия и с името „Малкия Версай“ заради двореца в споменатата резиденция. Двореца и живописната стара част на града се посещават от много туристи. Населението на града е 21 546 жители (по приблизителна оценка от декември 2017 г.).
В града се намира „Ксилон-музеум“ (Xylon-Museum und –Werkstätten), фокусиращ дейността си върху съвременната гравюра на дърво.

## Снимки
- Площада пред двореца
- Театъра постоен в стил рококо
- Летния дворец на князате от Курпфалц